# Geophagus brasiliensis
Geophagus brasiliensis conhecido por cará (ou acará), acará-topete, acará-diadema ou beré, é uma espécie de peixe  da família dos ciclídeos.
É bastante difundido na América do Sul, do Brasil até o Paraguai, Uruguai e norte da Argentina,, sendo endêmico na bacia do rio São Francisco, bem como em outras bacias que deságuam no Oceano Atlântico. É encontrado em rios, lagos e lagoas próximas ligeiramente salobras. Foi introduzido em vários países como Estados Unidos, Austrália, Filipinas e Taiwan. É bastante popular no aquarismo.
O G. brasiliensis integra um complexo específico que também inclui as mais raras G. diamantinensis (da Chapada Diamantina, na Bahia), G. iporangensis, G. itapicuruensis, G. multiocellus, G. obscurus, G. rufomarginatus e G. santosi (a maioria na Bahia ou em São Paulo, no caso da G. iporangensis).
A espécie foi usada num estudo, em 2005, como parâmetro de indicador ambiental e da qualidade da água dos rios com a medição de parasitas nele presentes.